# Federazione anti-pirateria audiovisiva
La Federazione per la tutela delle industrie dei contenuti audiovisivi e multimediali (nata «Federazione anti-pirateria audiovisiva», in acronimo FAPAV) è un'associazione italiana attiva dal 1988 a protezione della proprietà intellettuale contro tutte le forme di illecita duplicazione di opere cinematografiche e audiovisive.

## Associati
Le associazioni e case di produzione e distribuzione cinematografica e televisiva membri della Federazione sono:
- 01 Distribution
- Associazione generale italiana dello spettacolo (AGIS)
- Associazione nazionale industrie cinematografiche audiovisive e multimediali (ANICA)
- Cinecittà Holding
- Delta Pictures - PopcornTv
- GDD Manufactoring
- Mediaset
- Medusa Film
- Motion Picture Association of America (MPAA)
- Paramount Home Entertainment
- Rai
- Siae[2]
- Sky
- Sony Pictures Entertainment
- Technicolor S.p.a.
- 20th Century Fox Home Entertainment
- Universal Pictures Italia
- Unione italiana editoria audiovisiva (UNIVIDEO)
- Walt Disney Studios M.P. Italy
- Warner Bros. Italia

Nel 2022 l'associazione ha deciso di allargare la base associativa per includere anche le industrie sportive.

## Controversie
Nel 2010 esplode una polemica riguardo alla richiesta della FAPAV al Tribunale Civile di Roma di imporre a Telecom Italia alcune misure straordinarie quali l'obbligo di denunciare alle autorità giudiziarie chi nella propria rete scarica illegalmente e impedire l'accesso ai siti collegati al peer-to-peer. Il Garante della privacy prese posizione contraria motivandola con la necessità di difendere la privacy degli utenti.